# 547 Praxedis
Az 547 Praxedis egy a Naprendszer kisbolygói közül, amit Paul Götz fedezett fel 1904. október 14-én.